# اخلاق زندگی‌محور
اخلاق زندگی‌محور (انگلیسی: Biotic ethics) شاخه‌ای از  فلسفه اخلاق است که نه تنها به گونه‌ها و زیست‌کره‌ها، بلکه برای خود زندگی ارزش می‌گذارد. بر این اساس، اخلاق زیستی یک هدف انسانی را برای تأمین و گسترش زندگی تعریف می کند. این اصول مربوط به  اخلاق زیستی و اخلاق زیست‌محیطی است که به دنبال حفظ گونه‌های موجود است.